# Helsingborgs IF 2020
Helsingborgs IF 2020 var Helsingborgs IF:s 113:e säsong, deras 68:e i Allsvenskan och deras 2:e raka säsong i serien efter att ha spelat i Superettan 2017 och 2018. Säsongen slutade med att Helsingborgs IF slutade näst sist i serien, och degraderades till Superettan 2021.

## Spelare

### Spelartruppen
| Nr | Land              | Pos | Namn                |
| -- | ----------------- | --- | ------------------- |
| 1  | Danmark           | MV  | Anders Lindegaard   |
| 2  | Kongo-Brazzaville | F   | Ravy Tsouka         |
| 4  | Sverige           | F   | Andreas Granqvist   |
| 5  | Färöarna          | MF  | Brandur Hendriksson |
| 6  | Sverige           | MF  | Andreas Landgren    |
| 7  | Danmark           | F   | Anders Randrup      |
| 8  | Sverige           | MF  | Armin Gigovic       |
| 9  | Nigeria           | A   | Alhaji Gero         |
| 10 | Sverige           | A   | Rasmus Jönsson      |
| 11 | Sverige           | F   | Adam Eriksson       |
| 13 | Sverige           | F   | Martin Olsson       |
| 14 | Ghana             | MF  | Mohammed Abubakari  |
| 15 | Sverige           | MF  | Max Svensson        |

| Nr | Land          | Pos | Namn                      |
| -- | ------------- | --- | ------------------------- |
| 16 | Sverige       | F   | Erik Figueroa             |
| 18 | Sverige       | MV  | Alexander Nilsson         |
| 19 | Sverige       | MF  | Joseph Ceesay             |
| 20 | Sverige       | A   | Assad Al Hamlawi          |
| 23 | England       | A   | Noel Mbo                  |
| 24 | Sverige       | MF  | Filip Sjöberg             |
| 25 | Sverige       | MV  | Kalle Joelsson            |
| 26 | Sverige       | F   | Jakob Voelkerling Persson |
| 29 | Sverige       | A   | Alex Timossi Andersson    |
| 39 | Nederländerna | A   | Anthony van den Hurk      |
| 42 | USA           | MF  | Mix Diskerud              |
| 47 | Sverige       | F   | Casper Widell             |

### Övergångar

#### Spelare in
| Pos | Namn                   | Ålder | Från            | Datum            | Typ                        | Källa                 |
| --- | ---------------------- | ----- | --------------- | ---------------- | -------------------------- | --------------------- |
| F   | Ravy Tsouka            | 24    | Kontraktslös    | 21 november 2019 | Kontrakt 3 år              | fotbolltransfers.com  |
| MF  | Joseph Ceesay          | 21    | Djurgårdens IF  | 29 november 2019 | Kontrakt 2 år              | fotbolltransfers.com  |
| MF  | Brandur Hendriksson    | 23    | FH              | 27 december 2019 | Kontrakt 3 år              | fotbolltransfers.com  |
| MF  | Egzon Bejtulai         | 25    | FK Shkëndija    | 7 januari 2020   | Kontrakt 3 år              | hif.se                |
| A   | Rasmus Jönsson         | 29    | Buriram United  | 10 januari 2020  | Kontrakt 2 år              | fotbolltransfers.com  |
| F   | Erik Figueroa          | 29    | Kontraktslös    | 20 januari 2020  | Kontrakt 1 år              | fotbolltransfers.com  |
| A   | Anthony van den Hurk   | 27    | MVV Maastricht  | 5 februari 2020  | Kontrakt 1 år              | fotbolltransfers.com  |
| A   | Alex Timossi Andersson | 19    | Bayern München  | 6 februari 2020  | Lån                        | fotbolltransfers.com  |
| F   | Martin Olsson          | 31    | Kontraktslös    | 1 april 2020     |                            | fotbolltransfers.com  |
| MF  | Mix Diskerud           | 29    | Manchester City | 13 juni 2020     | Lån                        | fotbolltransfers.com  |
| F   | Kebba Ceesay           | 32    | IK Sirius       | 25 aug 2020      | Lån                        | hif.se                |
| A   | Shkodran Maholli       | 27    | Silkeborg       | 25 aug           | Bosman, resten av säsongen | fotbollstransfers.com |

#### Spelare ut
| Pos | Namn                | Ålder | Anledning                    | Datum            | Källa                 |
| --- | ------------------- | ----- | ---------------------------- | ---------------- | --------------------- |
| F   | Carl Thulin         | 20    | Lånas ut till Eskilsminne IF | 9 januari 2020   | hif.se                |
| MF  | Mattias Almeida     | 20    | Bryter kontraktet            | 7 januari 2020   | hif.se                |
| F   | Charlie Weberg      | 21    | Lånas ut till GAIS           | 15 februari 2020 | fotbolltransfers.com  |
| MF  | Daníel Hafsteinsson | 20    | Lånas ut till FH             | 11 mars 2020     | fotbolltransfers.com  |
| MF  | Egzon Bejtulai      | 25    | Kontrakt brutet              | 8 maj 2020       | fotbolltransfers.com  |
| MF  | Armin Gigovic       | 18    | Såld dyrt till Rostov        | 15 okt 2020      | fotbollstransfers.com |
| B   | Anders Randrup      | 32    | Lämnar för Hvidovre          | 1 sep 2020       | fotbollstransfers.com |
|     |                     |       |                              |                  |                       |

## Försäsongen
Försäsongen inleddes i januari. Laget deltog inte i Svenska cupens gruppspel då de förlorade mot Oskarshamns AIK i omgång 2.

### Träningsmatcher
| 1     | 22 januari 2020 | Odense BK | 3 – 1           | Helsingborgs IF | OB Academy Stadium |        |
| 15:00 | 15:00           | 4′ 9′ 56′ | (2 – 1) Rapport | 7′ Max Svensson | Odense             | Odense |
| 15:00 | 15:00           |           |                 |                 | Odense             | Odense |
| 15:00 | 15:00           |           |                 |                 | Odense             | Odense |

| 2     | 25 januari 2020 | Helsingborgs IF                         | 2 – 3           | Lyngby BK   | Filborna IP |             |
| 14:00 | 14:00           | Brandur Hendriksson 13′ Alhaji Gero 89′ | (1 – 3) Rapport | 18′ 34′ 38′ | Helsingborg | Helsingborg |
| 14:00 | 14:00           |                                         |                 |             | Helsingborg | Helsingborg |
| 14:00 | 14:00           |                                         |                 |             | Helsingborg | Helsingborg |

| 3     | 8 februari 2020 | IFK Göteborg                    | 2 – 2           | Helsingborgs IF                                | Filborna IP |             |
| 12:30 | 12:30           | Robin Söder 24′ Tobias Sana 63′ | (1 – 1) Rapport | 30′ Mohammed Abubakari 85′ Brandur Hendriksson | Helsingborg | Helsingborg |
| 12:30 | 12:30           |                                 |                 |                                                | Helsingborg | Helsingborg |
| 12:30 | 12:30           |                                 |                 |                                                | Helsingborg | Helsingborg |

| 4     | 14 februari 2020 | IF Elfsborg                                                                    | 4 – 0                         | Helsingborgs IF | Rydahallen |       |
| 17:30 | 17:30            | Rasmus Alm 22′ Jesper Karlsson 26′ Leo Väisänen 68′ Alexander Bernhardsson 84′ | (2 – 0) Rapport 1 & Rapport 2 |                 | Borås      | Borås |
| 17:30 | 17:30            |                                                                                |                               |                 | Borås      | Borås |
| 17:30 | 17:30            |                                                                                |                               |                 | Borås      | Borås |

| 5     | 22 februari 2020 | Helsingborgs IF                                            | 3 – 1           | FK Liepāja | GSZ Stadium     |                 |
| 12:00 | 12:00            | Noel Mbo 8′ Max Svensson 22′ Jakob Voelkerling Persson 67′ | (2 – 1) Rapport | 38′        | Larnaca, Cypern | Larnaca, Cypern |
| 12:00 | 12:00            |                                                            |                 |            | Larnaca, Cypern | Larnaca, Cypern |
| 12:00 | 12:00            |                                                            |                 |            | Larnaca, Cypern | Larnaca, Cypern |

| 6     | 25 februari 2020 | Helsingborgs IF | 0 – 0   | FC Tekstilshchik | Aradippou Stadium |                   |
| 15:00 | 15:00            |                 | Rapport |                  | Aradíppou, Cypern | Aradíppou, Cypern |
| 15:00 | 15:00            |                 |         |                  | Aradíppou, Cypern | Aradíppou, Cypern |
| 15:00 | 15:00            |                 |         |                  | Aradíppou, Cypern | Aradíppou, Cypern |

| 7     | 7 mars 2020 | Helsingborgs IF                                                | 5 – 2           | Lunds BK | Filborna IP |             |
| 14:00 | 14:00       | Noel Mbo 6′, 27′, 86′ Max Svensson 33′ Brandur Hendriksson 54′ | (3 – 0) Rapport | 57′ 82′  | Helsingborg | Helsingborg |
| 14:00 | 14:00       |                                                                |                 |          | Helsingborg | Helsingborg |
| 14:00 | 14:00       |                                                                |                 |          | Helsingborg | Helsingborg |

## Allsvenskan

### Ligatabell
| Nr | Lag                 | S  | V  | O  | F  | GM | IM | MS  | P  |
| -- | ------------------- | -- | -- | -- | -- | -- | -- | --- | -- |
| 1  | Malmö FF            | 30 | 17 | 9  | 4  | 64 | 30 | +34 | 60 |
| 2  | IF Elfsborg         | 30 | 12 | 15 | 3  | 49 | 38 | +11 | 51 |
| 3  | BK Häcken           | 30 | 12 | 13 | 5  | 45 | 29 | +16 | 49 |
| 4  | Djurgårdens IF (RM) | 30 | 14 | 6  | 10 | 48 | 33 | +15 | 48 |
| 5  | Mjällby AIF (U)     | 30 | 13 | 8  | 9  | 48 | 44 | +4  | 47 |
| 6  | IFK Norrköping      | 30 | 13 | 7  | 10 | 60 | 46 | +14 | 46 |
| 7  | Örebro SK           | 30 | 12 | 6  | 12 | 37 | 41 | −4  | 42 |
| 8  | Hammarby IF         | 30 | 10 | 11 | 9  | 47 | 47 | 0   | 41 |
| 9  | AIK                 | 30 | 10 | 9  | 11 | 30 | 33 | −3  | 39 |
| 10 | IK Sirius           | 30 | 9  | 11 | 10 | 43 | 51 | −8  | 38 |
| 11 | Varbergs BoIS (U)   | 30 | 10 | 7  | 13 | 45 | 44 | +1  | 37 |
| 12 | IFK Göteborg        | 30 | 7  | 13 | 10 | 35 | 41 | −6  | 34 |
| 13 | Östersunds FK       | 30 | 8  | 9  | 13 | 27 | 46 | −19 | 33 |
| 14 | Kalmar FF           | 30 | 6  | 10 | 14 | 30 | 49 | −19 | 28 |
| 15 | Helsingborgs IF     | 30 | 5  | 11 | 14 | 33 | 48 | −15 | 26 |
| 16 | Falkenbergs FF      | 30 | 5  | 9  | 16 | 33 | 54 | −21 | 24 |

### Matcher
| 1     | 15 juni 2020 | Helsingborgs IF | 0 – 3           | Varbergs BoIS                             | Olympia                            |                                    |
| 19:00 | 19:00        |                 | (0 – 1) Rapport | 33′, 51′ Astrit Selmani 62′ Gustaf Norlin | Helsingborg Domare: Andreas Ekberg | Helsingborg Domare: Andreas Ekberg |
| 19:00 | 19:00        |                 |                 |                                           | Helsingborg Domare: Andreas Ekberg | Helsingborg Domare: Andreas Ekberg |
| 19:00 | 19:00        |                 |                 |                                           | Helsingborg Domare: Andreas Ekberg | Helsingborg Domare: Andreas Ekberg |

| 2     | 18 juni 2020 | Kalmar FF                                                   | 4 – 0           | Helsingborgs IF | Fredriksskans IP              |                               |
| 19:00 | 19:00        | Sebastian Ring 14′ Nils Fröling 36′, 75′ Isak Magnusson 88′ | (2 – 0) Rapport |                 | Kalmar Domare: Kaspar Sjöberg | Kalmar Domare: Kaspar Sjöberg |
| 19:00 | 19:00        |                                                             |                 |                 | Kalmar Domare: Kaspar Sjöberg | Kalmar Domare: Kaspar Sjöberg |
| 19:00 | 19:00        |                                                             |                 |                 | Kalmar Domare: Kaspar Sjöberg | Kalmar Domare: Kaspar Sjöberg |

| 3     | 22 juni 2020 | Helsingborgs IF | 0 – 0   | IF Elfsborg | Olympia                         |                                 |
| 19:00 | 19:00        |                 | Rapport |             | Helsingborg Domare: Victor Wolf | Helsingborg Domare: Victor Wolf |
| 19:00 | 19:00        |                 |         |             | Helsingborg Domare: Victor Wolf | Helsingborg Domare: Victor Wolf |
| 19:00 | 19:00        |                 |         |             | Helsingborg Domare: Victor Wolf | Helsingborg Domare: Victor Wolf |

| 4     | 29 juni 2020 | BK Häcken               | 1 – 0           | Helsingborgs IF | Bravida Arena                  |                                |
| 19:00 | 19:00        | Alexander Søderlund 60′ | (0 – 0) Rapport |                 | Göteborg Domare: Adam Ladebäck | Göteborg Domare: Adam Ladebäck |
| 19:00 | 19:00        |                         |                 |                 | Göteborg Domare: Adam Ladebäck | Göteborg Domare: Adam Ladebäck |
| 19:00 | 19:00        |                         |                 |                 | Göteborg Domare: Adam Ladebäck | Göteborg Domare: Adam Ladebäck |

| 5     | 2 juli 2020 | Helsingborgs IF | 0 – 1           | Mjällby AIF     | Olympia                            |                                    |
| 19:00 | 19:00       |                 | (0 – 0) Rapport | 46′ Mamudu Moro | Helsingborg Domare: Kaspar Sjöberg | Helsingborg Domare: Kaspar Sjöberg |
| 19:00 | 19:00       |                 |                 |                 | Helsingborg Domare: Kaspar Sjöberg | Helsingborg Domare: Kaspar Sjöberg |
| 19:00 | 19:00       |                 |                 |                 | Helsingborg Domare: Kaspar Sjöberg | Helsingborg Domare: Kaspar Sjöberg |

| 6     | 6 juli 2020 | Djurgårdens IF                                | 2 – 2           | Helsingborgs IF                    | Tele2 Arena                     |                                 |
| 19:00 | 19:00       | Kalle Holmberg 9′ Fredrik Ulvestad 23′ (str.) | (2 – 1) Rapport | 31′ Max Svensson 65′ Armin Gigovic | Stockholm Domare: Bojan Pandzic | Stockholm Domare: Bojan Pandzic |
| 19:00 | 19:00       |                                               |                 |                                    | Stockholm Domare: Bojan Pandzic | Stockholm Domare: Bojan Pandzic |
| 19:00 | 19:00       |                                               |                 |                                    | Stockholm Domare: Bojan Pandzic | Stockholm Domare: Bojan Pandzic |

| 7     | 12 juli 2020 | Helsingborgs IF                                     | 2 – 0           | AIK | Olympia                                    |                                            |
| 14:30 | 14:30        | Alex Timossi Andersson 68′ Anthony van den Hurk 83′ | (0 – 0) Rapport |     | Helsingborg Publik: 0 Domare: Glenn Nyberg | Helsingborg Publik: 0 Domare: Glenn Nyberg |
| 14:30 | 14:30        |                                                     |                 |     | Helsingborg Publik: 0 Domare: Glenn Nyberg | Helsingborg Publik: 0 Domare: Glenn Nyberg |
| 14:30 | 14:30        |                                                     |                 |     | Helsingborg Publik: 0 Domare: Glenn Nyberg | Helsingborg Publik: 0 Domare: Glenn Nyberg |

| 8     | 15 juli 2020 | IFK Göteborg            | 1 – 1           | Helsingborgs IF        | Gamla Ullevi                              |                                           |
| 19:00 | 19:00        | Giorgi Kharaishvili 11′ | (1 – 0) Rapport | 90+1′ Assad Al Hamlawi | Göteborg Publik: 0 Domare: Andreas Ekberg | Göteborg Publik: 0 Domare: Andreas Ekberg |
| 19:00 | 19:00        |                         |                 |                        | Göteborg Publik: 0 Domare: Andreas Ekberg | Göteborg Publik: 0 Domare: Andreas Ekberg |
| 19:00 | 19:00        |                         |                 |                        | Göteborg Publik: 0 Domare: Andreas Ekberg | Göteborg Publik: 0 Domare: Andreas Ekberg |

| 9     | 19 juli 2020 | Falkenbergs FF                | 2 – 2           | Helsingborgs IF                                | Falcon Alkoholfri Arena                     |                                             |
| 17:30 | 17:30        | Edi Sylisufaj 4′ Självmål 66′ | (1 – 0) Rapport | 81′ Anthony van den Hurk 90′ Anders Lindegaard | Falkenberg Publik: 0 Domare: Kaspar Sjöberg | Falkenberg Publik: 0 Domare: Kaspar Sjöberg |
| 17:30 | 17:30        |                               |                 |                                                | Falkenberg Publik: 0 Domare: Kaspar Sjöberg | Falkenberg Publik: 0 Domare: Kaspar Sjöberg |
| 17:30 | 17:30        |                               |                 |                                                | Falkenberg Publik: 0 Domare: Kaspar Sjöberg | Falkenberg Publik: 0 Domare: Kaspar Sjöberg |

| 10    | 23 juli 2020 | Helsingborgs IF           | 1 – 1           | Örebro SK Fotboll | Olympia                                    |                                            |
| 19:00 | 19:00        | Brandur Hendriksson 90+5′ | (0 – 1) Rapport | 3′ Erik Björndahl | Helsingborg Publik: 0 Domare: Glenn Nyberg | Helsingborg Publik: 0 Domare: Glenn Nyberg |
| 19:00 | 19:00        |                           |                 |                   | Helsingborg Publik: 0 Domare: Glenn Nyberg | Helsingborg Publik: 0 Domare: Glenn Nyberg |
| 19:00 | 19:00        |                           |                 |                   | Helsingborg Publik: 0 Domare: Glenn Nyberg | Helsingborg Publik: 0 Domare: Glenn Nyberg |

| 11    | 27 juli 2020 | Östersunds FK | 0 – 0           | Helsingborgs IF | Jämtkraft Arena                           |                                           |
| 19:00 | 19:00        |               | (0 – 0) Rapport |                 | Östersund Publik: 0 Domare: Bojan Pandzic | Östersund Publik: 0 Domare: Bojan Pandzic |
| 19:00 | 19:00        |               |                 |                 | Östersund Publik: 0 Domare: Bojan Pandzic | Östersund Publik: 0 Domare: Bojan Pandzic |
| 19:00 | 19:00        |               |                 |                 | Östersund Publik: 0 Domare: Bojan Pandzic | Östersund Publik: 0 Domare: Bojan Pandzic |

| 12    | 2 augusti 2020 | Helsingborgs IF  | 1 – 1           | Hammarby Fotboll       | Olympia                                     |                                             |
| 14:30 | 14:30          | Max Svensson 21′ | (1 – 0) Rapport | 90+3′ Gustav Ludwigson | Helsingborg Publik: 0 Domare: Adam Ladebäck | Helsingborg Publik: 0 Domare: Adam Ladebäck |
| 14:30 | 14:30          |                  |                 |                        | Helsingborg Publik: 0 Domare: Adam Ladebäck | Helsingborg Publik: 0 Domare: Adam Ladebäck |
| 14:30 | 14:30          |                  |                 |                        | Helsingborg Publik: 0 Domare: Adam Ladebäck | Helsingborg Publik: 0 Domare: Adam Ladebäck |

| 13    | 5 augusti 2020 | Malmö FF                                                                            | 4 – 1           | Helsingborgs IF                 | Eleda Stadion                          |                                        |
| 19:00 | 19:00          | Jo Inge Berget 25′ Franz Brorsson 45′ Anel Ahmedhodzic 62′ Isaac Kiese Thelin 90+4′ | (2 – 1) Rapport | 36′ (str.) Anthony van den Hurk | Malmö Publik: 0 Domare: Andreas Ekberg | Malmö Publik: 0 Domare: Andreas Ekberg |
| 19:00 | 19:00          |                                                                                     |                 |                                 | Malmö Publik: 0 Domare: Andreas Ekberg | Malmö Publik: 0 Domare: Andreas Ekberg |
| 19:00 | 19:00          |                                                                                     |                 |                                 | Malmö Publik: 0 Domare: Andreas Ekberg | Malmö Publik: 0 Domare: Andreas Ekberg |

| 14    | 10 augusti 2020 | Helsingborgs IF                                                     | 3 – 2           | IFK Norrköping                                      | Olympia                                           |                                                   |
| 19:00 | 19:00           | Anthony van den Hurk 9′ Anthony van den Hurk 22′ Rasmus Jönsson 80′ | (2 – 1) Rapport | 3′ Alexander Fransson 62′ Isak Bergmann Johannesson | Helsingborg Publik: 0 Domare: Kristoffer Karlsson | Helsingborg Publik: 0 Domare: Kristoffer Karlsson |
| 19:00 | 19:00           |                                                                     |                 |                                                     | Helsingborg Publik: 0 Domare: Kristoffer Karlsson | Helsingborg Publik: 0 Domare: Kristoffer Karlsson |
| 19:00 | 19:00           |                                                                     |                 |                                                     | Helsingborg Publik: 0 Domare: Kristoffer Karlsson | Helsingborg Publik: 0 Domare: Kristoffer Karlsson |

| 15    | 13 augusti 2020 | IK Sirius FK                                                                    | 3 – 1           | Helsingborgs IF            | Studenternas IP                             |                                             |
| 19:00 | 19:00           | Stefano Holmquist Vecchia 15′ Nahom Girmai Netabay 21′ Nahom Girmai Netabay 50′ | (2 – 0) Rapport | 69′ Alex Timossi Andersson | Uppsala Publik: 0 Domare: Mohammed Al-Hakim | Uppsala Publik: 0 Domare: Mohammed Al-Hakim |
| 19:00 | 19:00           |                                                                                 |                 |                            | Uppsala Publik: 0 Domare: Mohammed Al-Hakim | Uppsala Publik: 0 Domare: Mohammed Al-Hakim |
| 19:00 | 19:00           |                                                                                 |                 |                            | Uppsala Publik: 0 Domare: Mohammed Al-Hakim | Uppsala Publik: 0 Domare: Mohammed Al-Hakim |

| 16    | 17 augusti 2020 | Helsingborgs IF    | 1 – 2           | IK Sirius FK                                                   | Olympia                                     |                                             |
| 19:00 | 19:00           | Mikkel Diskerud 7′ | (1 – 1) Rapport | 42′ Stefano Holmquist Vecchia 89′ (str.) Mohammed Khalid Saeid | Helsingborg Publik: 0 Domare: Bojan Pandzic | Helsingborg Publik: 0 Domare: Bojan Pandzic |
| 19:00 | 19:00           |                    |                 |                                                                | Helsingborg Publik: 0 Domare: Bojan Pandzic | Helsingborg Publik: 0 Domare: Bojan Pandzic |
| 19:00 | 19:00           |                    |                 |                                                                | Helsingborg Publik: 0 Domare: Bojan Pandzic | Helsingborg Publik: 0 Domare: Bojan Pandzic |

| 17    | 23 augusti 2020 | AIK                                  | 2 – 0           | Helsingborgs IF | Friends Arena                           |                                         |
| 17:30 | 17:30           | Sebastian Larsson 19′ Karol Mets 52′ | (2 – 0) Rapport |                 | Stockholm Publik: 0 Domare: Victor Wolf | Stockholm Publik: 0 Domare: Victor Wolf |
| 17:30 | 17:30           |                                      |                 |                 | Stockholm Publik: 0 Domare: Victor Wolf | Stockholm Publik: 0 Domare: Victor Wolf |
| 17:30 | 17:30           |                                      |                 |                 | Stockholm Publik: 0 Domare: Victor Wolf | Stockholm Publik: 0 Domare: Victor Wolf |

| 18    | 30 augusti 2020 | Helsingborgs IF                                             | 3 – 1           | Djurgårdens IF     | Olympia                                        |                                                |
| 14:30 | 14:30           | Rasmus Jönsson 60′ Anthony van den Hurk 71′ Alhaji Gero 81′ | (0 – 0) Rapport | 56′ Curtis Edwards | Helsingborg Publik: 0 Domare: Granit Maqedonci | Helsingborg Publik: 0 Domare: Granit Maqedonci |
| 14:30 | 14:30           |                                                             |                 |                    | Helsingborg Publik: 0 Domare: Granit Maqedonci | Helsingborg Publik: 0 Domare: Granit Maqedonci |
| 14:30 | 14:30           |                                                             |                 |                    | Helsingborg Publik: 0 Domare: Granit Maqedonci | Helsingborg Publik: 0 Domare: Granit Maqedonci |

| 19    | 9 september 2020 | Helsingborgs IF  | 1 – 1           | Kalmar FF       | Olympia                                      |                                              |
| 19:00 | 19:00            | Max Svensson 14′ | (1 – 0) Rapport | 72′ Edvin Crona | Helsingborg Publik: 0 Domare: Andreas Ekberg | Helsingborg Publik: 0 Domare: Andreas Ekberg |
| 19:00 | 19:00            |                  |                 |                 | Helsingborg Publik: 0 Domare: Andreas Ekberg | Helsingborg Publik: 0 Domare: Andreas Ekberg |
| 19:00 | 19:00            |                  |                 |                 | Helsingborg Publik: 0 Domare: Andreas Ekberg | Helsingborg Publik: 0 Domare: Andreas Ekberg |

| 20    | 13 september 2020 | Hammarby IF                         | 2 – 2           | Helsingborgs IF                             | Tele2 Arena                             |                                         |
| 14:30 | 14:30             | Imad Khalili 12′ Aron Johansson 55′ | (1 – 0) Rapport | 47′ Max Svensson 73′ Alex Timossi Andersson | Stockholm Publik: 0 Domare: Victor Wolf | Stockholm Publik: 0 Domare: Victor Wolf |
| 14:30 | 14:30             |                                     |                 |                                             | Stockholm Publik: 0 Domare: Victor Wolf | Stockholm Publik: 0 Domare: Victor Wolf |
| 14:30 | 14:30             |                                     |                 |                                             | Stockholm Publik: 0 Domare: Victor Wolf | Stockholm Publik: 0 Domare: Victor Wolf |

| 21    | 21 september 2020 | Varbergs BoIS FC  | 1 – 3           | Helsingborgs IF                                                          | Varberg Energi Arena                    |                                         |
| 19:00 | 19:00             | Gustaf Norlin 12′ | (1 – 2) Rapport | 41′ Alex Timossi Andersson 45+2′ Anthony van den Hurk 81′ Rasmus Jönsson | Varberg Publik: 0 Domare: Adam Ladebäck | Varberg Publik: 0 Domare: Adam Ladebäck |
| 19:00 | 19:00             |                   |                 |                                                                          | Varberg Publik: 0 Domare: Adam Ladebäck | Varberg Publik: 0 Domare: Adam Ladebäck |
| 19:00 | 19:00             |                   |                 |                                                                          | Varberg Publik: 0 Domare: Adam Ladebäck | Varberg Publik: 0 Domare: Adam Ladebäck |

| 22    | 27 september 2020 | Helsingborgs IF | 0 – 1           | Östersunds FK              | Olympia                                     |                                             |
| 14:30 | 14:30             |                 | (0 – 0) Rapport | 76′ Jerell Anthony Sellars | Helsingborg Publik: 0 Domare: Bojan Pandzic | Helsingborg Publik: 0 Domare: Bojan Pandzic |
| 14:30 | 14:30             |                 |                 |                            | Helsingborg Publik: 0 Domare: Bojan Pandzic | Helsingborg Publik: 0 Domare: Bojan Pandzic |
| 14:30 | 14:30             |                 |                 |                            | Helsingborg Publik: 0 Domare: Bojan Pandzic | Helsingborg Publik: 0 Domare: Bojan Pandzic |

| 23    | 4 oktober 2020 | Hammarby IF                                                | 3 – 2           | Helsingborgs IF                                  | Strandvallen                              |                                           |
| 14:30 | 14:30          | Jesper Löfgren 11′ Besard Sabovic 72′ David Löfquist 90+2′ | (1 – 1) Rapport | 35′ Brandur Hendriksson 50′ Anthony van den Hurk | Sölvesborg Publik: 0 Domare: Glenn Nyberg | Sölvesborg Publik: 0 Domare: Glenn Nyberg |
| 14:30 | 14:30          |                                                            |                 |                                                  | Sölvesborg Publik: 0 Domare: Glenn Nyberg | Sölvesborg Publik: 0 Domare: Glenn Nyberg |
| 14:30 | 14:30          |                                                            |                 |                                                  | Sölvesborg Publik: 0 Domare: Glenn Nyberg | Sölvesborg Publik: 0 Domare: Glenn Nyberg |

| 24    | 19 oktober 2020 | Helsingborgs IF | 0 – 0           | BK Häcken | Olympia                                     |                                             |
| 19:00 | 19:00           |                 | (0 – 0) Rapport |           | Helsingborg Publik: 0 Domare: Adam Ladebäck | Helsingborg Publik: 0 Domare: Adam Ladebäck |
| 19:00 | 19:00           |                 |                 |           | Helsingborg Publik: 0 Domare: Adam Ladebäck | Helsingborg Publik: 0 Domare: Adam Ladebäck |
| 19:00 | 19:00           |                 |                 |           | Helsingborg Publik: 0 Domare: Adam Ladebäck | Helsingborg Publik: 0 Domare: Adam Ladebäck |

| 25    | 25 oktober 2020 | Örebro SK                                                       | 3 – 2           | Helsingborgs IF                           | Behrn Arena                            |                                        |
| 17:30 | 17:30           | Rasmus Karjalainen 13′ Nahir Besara 24′ Nahir Besara 82′ (str.) | (2 – 0) Rapport | 27′ Anthony van den Hurk 89′ Max Svensson | Örebro Publik: 0 Domare: Bojan Pandzic | Örebro Publik: 0 Domare: Bojan Pandzic |
| 17:30 | 17:30           |                                                                 |                 |                                           | Örebro Publik: 0 Domare: Bojan Pandzic | Örebro Publik: 0 Domare: Bojan Pandzic |
| 17:30 | 17:30           |                                                                 |                 |                                           | Örebro Publik: 0 Domare: Bojan Pandzic | Örebro Publik: 0 Domare: Bojan Pandzic |

| 26    | 2 november 2020 | Helsingborgs IF | 0 – 1           | Malmö FF               | Olympia                                    |                                            |
| 19:00 | 19:00           |                 | (0 – 1) Rapport | 15′ Isaac Kiese Thelin | Helsingborg Publik: 0 Domare: Glenn Nyberg | Helsingborg Publik: 0 Domare: Glenn Nyberg |
| 19:00 | 19:00           |                 |                 |                        | Helsingborg Publik: 0 Domare: Glenn Nyberg | Helsingborg Publik: 0 Domare: Glenn Nyberg |
| 19:00 | 19:00           |                 |                 |                        | Helsingborg Publik: 0 Domare: Glenn Nyberg | Helsingborg Publik: 0 Domare: Glenn Nyberg |

| 27    | 8 november 2020 | Helsingborgs IF | 0 – 1           | IFK Göteborg  | Olympia                                         |                                                 |
| 17:30 | 17:30           |                 | (0 – 1) Rapport | 33′ Emil Holm | Helsingborg Publik: 0 Domare: Mohammed Al-Hakim | Helsingborg Publik: 0 Domare: Mohammed Al-Hakim |
| 17:30 | 17:30           |                 |                 |               | Helsingborg Publik: 0 Domare: Mohammed Al-Hakim | Helsingborg Publik: 0 Domare: Mohammed Al-Hakim |
| 17:30 | 17:30           |                 |                 |               | Helsingborg Publik: 0 Domare: Mohammed Al-Hakim | Helsingborg Publik: 0 Domare: Mohammed Al-Hakim |

| 28    | 22 november 2020 | IF Elfsborg                            | 2 – 1           | Helsingborgs IF     | Borås Arena                              |                                          |
| 14:30 | 14:30            | Per Frick 62′ Jeppe Møldrup Okkels 65′ | (0 – 0) Rapport | 68′ Mikkel Diskerud | Borås Publik: 0 Domare: Granit Maqedonci | Borås Publik: 0 Domare: Granit Maqedonci |
| 14:30 | 14:30            |                                        |                 |                     | Borås Publik: 0 Domare: Granit Maqedonci | Borås Publik: 0 Domare: Granit Maqedonci |
| 14:30 | 14:30            |                                        |                 |                     | Borås Publik: 0 Domare: Granit Maqedonci | Borås Publik: 0 Domare: Granit Maqedonci |

| 29    | 29 november 2020 | Helsingborgs IF | 0 – 0           | Falkenbergs FF | Olympia                                    |                                            |
| 14:30 | 14:30            |                 | (0 – 0) Rapport |                | Helsingborg Publik: 0 Domare: Glenn Nyberg | Helsingborg Publik: 0 Domare: Glenn Nyberg |
| 14:30 | 14:30            |                 |                 |                | Helsingborg Publik: 0 Domare: Glenn Nyberg | Helsingborg Publik: 0 Domare: Glenn Nyberg |
| 14:30 | 14:30            |                 |                 |                | Helsingborg Publik: 0 Domare: Glenn Nyberg | Helsingborg Publik: 0 Domare: Glenn Nyberg |

| 30    | 6 december 2020 | IFK Norrköping                                               | 3 – 4           | Helsingborgs IF                                                                              | Östgötaporten                               |                                             |
| 14:30 | 14:30           | Jonathan Levi 7′ Christoffer Nyman 12′ Sead Haksabanovic 24′ | (3 – 4) Rapport | 2′ Alex Timossi Andersson 17′ Anthony van den Hurk 21′ Anthony van den Hurk 43′ Max Svensson | Norrköping Publik: 0 Domare: Kaspar Sjöberg | Norrköping Publik: 0 Domare: Kaspar Sjöberg |
| 14:30 | 14:30           |                                                              |                 |                                                                                              | Norrköping Publik: 0 Domare: Kaspar Sjöberg | Norrköping Publik: 0 Domare: Kaspar Sjöberg |
| 14:30 | 14:30           |                                                              |                 |                                                                                              | Norrköping Publik: 0 Domare: Kaspar Sjöberg | Norrköping Publik: 0 Domare: Kaspar Sjöberg |